# حسن بوفوس
حسن بوفوس (مواليد سنة 1976) هو مخرج أفلام وثائقية، ومعلق صوتي، ومصور، ومونتير مغربي. يعتبر أول من حصل على البطاقة المهنية كمخرج أفلام وثائقية في تاريخ المركز السينمائي المغربي. اشتهر كونه المخرج والمعلق الصوتي للسلسلة الوثائقية الشهيرة أمودّو الحاصلة على العديد من الجوائز الوطنية والدولية.

## النشأة والتعليم
ولد حسن بوفوس سنة 1976 بقرية أيت بوفولن، ونشأ في أسرة صغيرة مكونة من والد يشتغل في سلك التعليم، وأم، ربة أسرة، وأخت تصغره بثمان سنوات. درس التعليم الأولي الأول والثاني بقرية أيت بوفولن والمستوى الثالث بفرعية بوتسرافت وأتم المستوى الابتدائي والإعدادي بمدينة الأخصاص. تابع دراسته الثانوية بثانوية المسيرة الخضراء بمدينة تزنيت ثم التحق بجامعة ابن زهر بمدينة أكادير حيث حصل على الإجازة في شعبة التاريخ سنة 2000.

## المسار المهني
خلال مساره الجامعي وبالموازاة مع تخصصه، تابع حسن بوفوس دورات تكوينية بورشة السينما والفيديو بنفس الجامعة بتأطير من الأستاذ محمد بنيحيى، كما شارك في مهرجان الدار البيضاء الدولي لفن الڤيديو كطالب.
بعد حصوله على الإجازة، انضم إلى فريق شركة فوزي ڤيزيون المتخصصة في الأشرطة الوثائقية، حيث كان مونتيرًا في البداية قبل أن تناط له مهمة إخراج السلسلة الوثائقية أمودّو ابتداءً من سنة 2003 بشريط إبل بلال.
قام أيضا بإخراج العديد من الأشرطة الوثائقية لفائدة الجزيرة الوثائقية، خاصة سلسلة أطلس التي تم بثها عام 2016.

## بيوغرافيا
- 2000: المشاركة في أيام الملتقى الدولي للشباب بمدينة أڤنيون الفرنسية
- 2001 :الجائزة الخامسة بالمهرجان الدولي لفن الڤيديو بالدار البيضاء المغربية بفيلم برق
- 2002:
  - المشاركة في المهرجان الأول ڤيديوكاراڤان بمدينة دورترخت الهولندية
  - الجائزة الثالثة بالمهرجان الدولي لفن الڤيديو بالدار البيضاء المغربية بفيلم الصرخة
- 2003: الجائزة الأولى بالمهرجان الدولي لفن الڤيديو بالدار البيضاء المغربية بفيلم بحث
- 2004:
  - الحصول على البطاقة المهنية مساعد مخرج أول لأفلام الڤيديو
  - مساعد مخرج في الفيلم القصير هودج الدموع لمخرجه حسن خر
- 2005: إخراج أكثر من ستين حلقة من سلسلة البرنامج الوثائقي أمودّو الذي يبث على قنوات الشركة الوطنية للإذاعة والتلفزة (القناة الأولى، المغربية، قناة تامازيغت، قناة العيون، القناة الرابعة)
- يناير 2006: جائزة أحسن وثائقي بمهرجان نجوم بلادي بالمغرب
- مارس 2006: جائزة تنويهية بالدورة الثانية لمهرجان الجزيرة الدولي للإنتاج التلفزي بقطر عن شريط إرث الأيدي[6]
- يناير 2007: جائزة نجوم بلادي أحسن برنامج وثائقي
- فبراير 2007: موضب صوت وصورة للفيلم التلفزي البرتقالة المرة للمخرجة بشرى إيجورك
- ماي2007: الجائزة الأولى أحسن مخرج بشريط العيد عند الرحل بالدورة الثانية للمهرجان الدولي للفيلم القصير والوثائقي بالدار البيضاء
- دجنبر 2007:
  - جائزة نجوم بلادي أحسن برنامج وثائقي لسنة 2007
  - الجائزة الذهبية بمهرجان الإعلام العربي بالقاهرة
- 3 ماي 2008: جائزة أحسن إخراج بالمهرجان الدولي للفيلم القصير والوثائقي بالدار البيضاء
- نونبر 2009: الجائزة الذهبية لأحسن مدير تصوير بشريط أمتضي، واحة أم المخازن بمهرجان الإعلام العربي بالقاهرة
- مارس 2011: جائزة تنويهية للجنة التحكيم بشريط الصحراء، الحياة والفناء بالدورة السابعة للمهرجان الدولي لفيلم الحيوان والبيئة بالرباط[7]
- أكتوبر 2012: الجائزة الأولى من اتحاد إذاعات الدول العربية بتونس
- 2014: إخراج السلسلة الوثائقية أطلس لفائدة الجزيرة الوثائقية
- 2015
  - الحصول على أول بطاقة مهنية مخرج أفلام وثائقية في تاريخ المركز السينمائي المغربي
  - إخراج شريط أضحى الرحل لفائدة الجزيرة الوثائقية
- 2016: إخراج عشر أشرطة وثائقية من الموسم العاشر لأمودو
- 2017:
  - تكريم الائتلاف الوطني للغة العربية، الرباط 10 مارس[8][9]
  - تكريم جمعية أگادير الكبير للرصاصين، أگادير 9 أبريل
  - تكريم المندى الوطني لشباب الصحراء بمهرجان الصحراء، أگادير 3 غشت
  - جائزة أحسن إخراج بالدورة الثالثة لمهرجان الفيلم الوثائقي حول الثقافة والتاريخ والمجال الصحراوي الحساني عن فيلم أبناء السحاب بمدينة العيون[10]
  - شخصية سنة 2017 في المجال الإعلامي في حفل «إيض إيناير» [ليلة رأس السنة الأمازيغية] بتنسيق مع المجلس البلدي الأخصاص و جمعية أشبال ودادية الأخصاص وبمشاركة مجموعة لاخصاص فاميلي
- 2018:
  - تكريم بالدورة التاسعة لمهرجان شفشاون الدولي للبيئة[11] / 27 يونيو
  - عضو لجنة التحكيم بالدورة التاسعة من المهرجان الدولي لأفلام البيئة بشفشاون (يونيو2018).
  - تكريم بالدورة الثالثة لمهرجان الحناء إداوزال تارودانت / 1 دجنبر[12]
  - تكريم بالدورة الرابعة لمهرجان بيوگرى الوطني لسينما الشباب المنظم من طرف محترف سوس للتنشيط الثقافي والتربوي / 13 دجنبر[13]

- 2024:

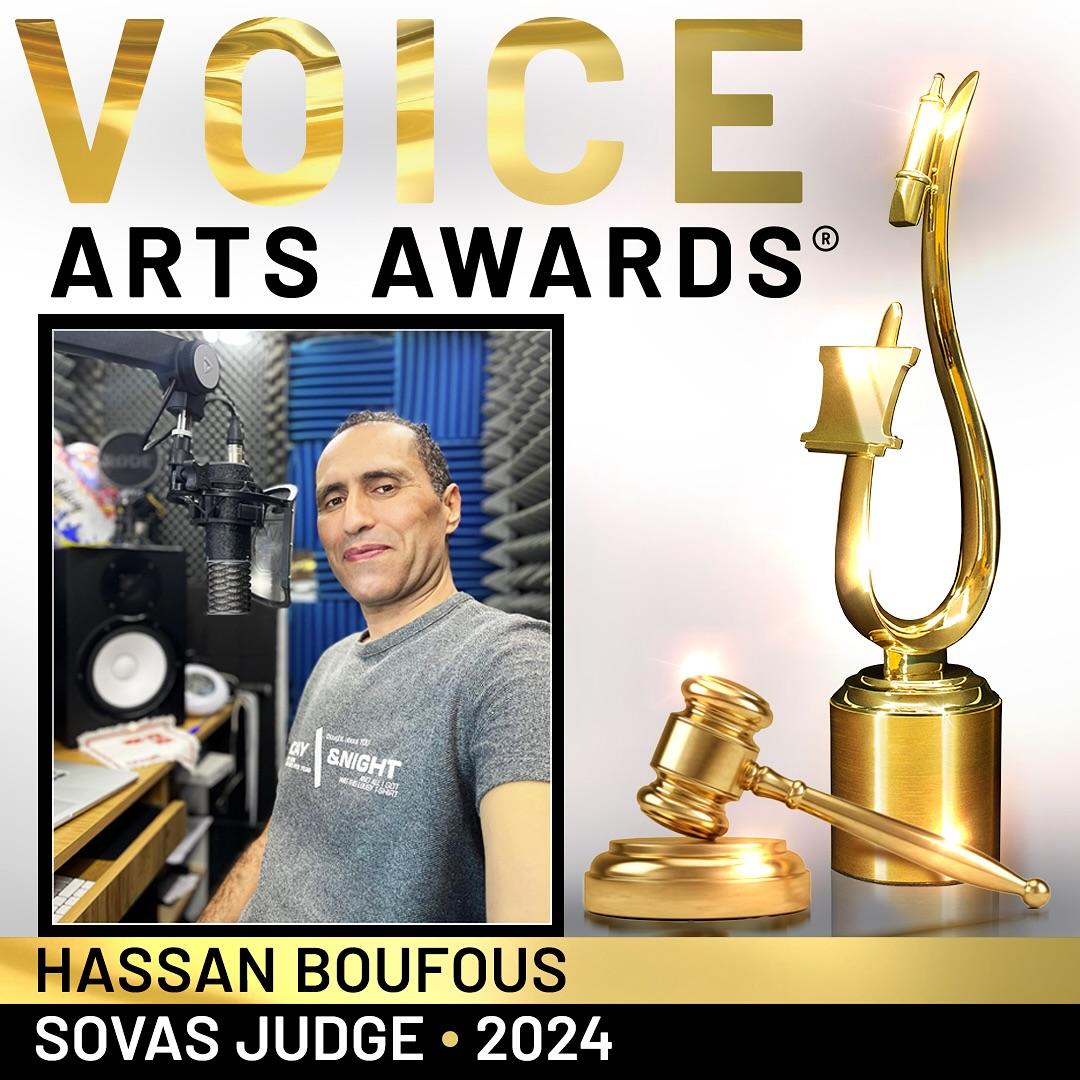
شارة حكم في مسابقة Voice Arts® Awards 2024 العالمية

  - شارة حكم في مسابقة Voice Arts® Awards 2024 العالميةعضو لجنة تحكيم مسابقة Voice Arts® Awards العالمية وهي من أهم الجوائز العالمية في مجال الأداء الصوتي، وهي تكرّم سنويًا أصحاب الأداء الصوتي المتميز على مستوى العالم.[14]

## أفلام فن الڤيديو
- 1999 : قوة التلفزة
- 2001 : برق
- 2001 : حفلة موسيقية
- 2002 : صرخة
- 2002 : مواطن
- 2003 : بحث

## كرونولوجيا إخراج السلسلة الوثائقية أمودّو
- الموسم الثاني (2004) : حلقة واحدة
- الموسم الثالث (2005) : 22 حلقة
- الموسم الرابع (2006) : 13 حلقة
- الموسم الخامس (2007) : 25 حلقة
- الموسم السادس (2008) : 21 حلقة
- الموسم السابع (2009/2010) : 13 حلقة
- الموسم الثامن (2011) : 12 حلقة
- الموسم التاسع (2012/2013) : 12 حلقة
- الموسم العاشر ( 2014/2016) : 14 حلقة
- الموسم 11 (2018) : 10 حلقات
- الموسم 12 (2019) : 10 حلقات
- الموسم 13 (2020) : 10 حلقات
- الموسم 14 (2021): 10 حلقات
- الموسم 15 (2022): 10 حلقات
- الموسم 16 (2023): 10 حلقات

## إنتاجات لفائدة الجزيرة الوثائقية
- ضمن سلسلة صحاري أطلس 2016:
  - المعالم الطبيعية والأثرية للصحراء الأطلسية [15]
  - الرحل الأحرار [16]
  - زوايا الصحراء
- أفلام أخرى
  - أضحى الرحل

## قناة هل تعلم
التحق حسن بوفوس بقناة هل تعلم على يوتيوب سنة 2015 كمعلق صوتي رسمي لها، وساهم ذلك في ارتفاع نسبة المشتركين إلى أكثر من ثمانية ملايين.

## لقاءات وندوات
- 2017
  - لقاء مفتوح مع أعضاء جمعية يالله للفن والعمل الثقافي
- 2018
  - لقاء تواصلي حول موضوع: أبجديات وأسس التعليق الصوتي بالبرامج التلفزية، المنظم من طرف جمعية إيسوراف للفن السابع بأگادير / 6 أكتوبر

## أنشطة موازية
- 2018
  - يوليوز: المشاركة ببرنامج تعليم الحروف على قناة سبيستون، حرف الهاء